# Многовершинный
Многоверши́нный — рабочий посёлок в Николаевском районе Хабаровского края.
Образует городское поселение Посёлок Многовершинный как единственный населённый пункт в его составе.

## География
Посёлок расположен в верховьях реки Ул (левый приток Амура), в 105 км северо-западнее Николаевска-на-Амуре.
Рельеф участка представляет собой горную территорию. В геоморфологическом отношении он расположен в юго-восточной части хребта Мевачан. Самая высокая отметка территории – г. Орел имеет высоту 1097 м и расположена примерно в 6 км к югу-юго-западу. Самую высокую отметку имеет г. Многовершинная с высотой 943 м. Самые низкие отметки  расположены в долине р. Левый Ул и составляют около 300 м.

## Сейсмика
Согласно карте общего сейсмического районирования Российской Федерации ОСР-2015-А территория участка расположена в зоне с 10 % вероятностью превышения в течение 50 лет сейсмичности 7 баллов, ОСР-2015-В и C территория участка расположена в зоне с 5 и 1% вероятностью превышения в течение 50 лет сейсмичности 8 баллов.

## Экономика
Градообразующее предприятие — АО «Многовершинное» (добыча золотосодержащей руды открытым и шахтным способами, золотоизвлекающая фабрика). Текущий срок отработки месторождения — до 2029 года. Предприятие проводит геологические исследования на близлежащих территориях с целью прироста запасов и продления срока отработки месторождения.
Ежегодный объём производства:
|                           | 2017 | 2016 | 2015 |
| ------------------------- | ---- | ---- | ---- |
| Производство золота, тонн | 3,5  | 3,3  | 3,2  |

## Население
| 1979  | 1989  | 2000  | 2002  | 2009  | 2010  | 2011  |
| ----- | ----- | ----- | ----- | ----- | ----- | ----- |
| 1781  | ↗3209 | ↘3200 | ↘2801 | ↗2957 | ↘2324 | ↘2316 |
| 2012  | 2013  | 2014  | 2015  | 2016  | 2017  | 2018  |
| ↗2336 | ↗2450 | ↗2481 | ↘2430 | ↘2273 | ↘2150 | ↘2086 |
| 2019  | 2020  | 2021  | 2023  | 2024  |       |       |
| ↘2024 | ↘1957 | ↘1599 | ↘1425 | ↘1371 |       |       |

## Климат
К основным факторам, определяющим климат, относятся его географическое положение на восточной окраине Азиатского континента, граничащий с Тихим океаном, сложное устройство поверхности, муссонный характер циркуляции атмосферы и циклоническая деятельность. В связи с этим климат формируется под воздействием как океанических, так и континентальных факторов. Существенную роль играют водораздельные хребты, представляющие мощные барьеры на пути циркуляции воздушных масс.
Температура воздуха является одним из важнейших элементов климата. Вследствие изменчивости температуры воздуха во времени и пространстве характеристики ее довольно многообразны. Основной температурный фон можно получить по средним величинам – месячным, суточным, за дневное и ночное время суток.
Средняя многолетняя годовая температура воздуха составляет минус 2.1 °С. Характерной особенностью режима температуры воздуха является быстрое повышение средних месячных температур весной и быстрое их понижение осенью. Наиболее низкие температуры наблюдаются в январе (средняя температура минус 23,3 °С, абсолютный минимум – минус 45,9 °С). Продолжительность периода с отрицательными температурами по метеостанции Николаевск-на-Амуре в среднем составляет 186 дней. Самый жаркий месяц – июль. Среднемесячная температура июля равна 16,5 °С.
Зимой в связи с преобладанием антициклонической погоды осадков выпадает мало. Основное количество осадков выпадает в теплый период, что обусловлено влиянием муссонов в это время.
Устойчивый снежный покров образуется в третьей декаде октября, через 25-30 дней после первых снегопадов. Минимальное количество снегопадов отмечается в конце января и февраля. Наибольшая интенсивность снегопадов осенью, затем она постепенно падает и вновь возрастает весной – в апреле, в мае.
Глубина промерзания почвы зависит от высоты и плотности снежного покрова, степени увлажнения, механического состава и типа почвы, а также ее сельскохозяйственной обработки, микрорельефа, температуры воздуха и вследствие это изменяется как по территории, так и по годам. Нормативная глубина сезонного промерзания грунта составляет 2,2 м.
Расчетная толщина снежного покрова 5 % обеспеченности составляет 157 см. Средняя многолетняя максимальная толщина снежного покрова составляет 96 см. Максимальная толщина снежного покрова составляет 162 см.
Среднее число дней с гололедом за год – 0,08.
Максимальное число дней с гололедом за год – 2.
Температура воздуха при гололеде – минус 5 0С.
Средняя годовая продолжительность периодов с гололедицей – 0.4 часа.
Климатические параметры холодного периода года (М/с Николаевск-на-Амуре):
| Температура воздуха наиболее холодных суток, °С, обеспеченностью | Температура воздуха наиболее холодных суток, °С, обеспеченностью | Температура воздуха наиболее холодной пятидневки, °С, обеспеченностью | Температура воздуха наиболее холодной пятидневки, °С, обеспеченностью | Температура воздуха, °С, обеспеченностью 0,94 | Абсолютная минимальная температура воздуха, °С | Средняя суточная амплитуда температуры воздуха наиболее холодного месяца, °С | Продолжительность, сут, и средняя температура воздуха, °С, периода со средней суточной температурой воздуха | Продолжительность, сут, и средняя температура воздуха, °С, периода со средней суточной температурой воздуха | Продолжительность, сут, и средняя температура воздуха, °С, периода со средней суточной температурой воздуха | Продолжительность, сут, и средняя температура воздуха, °С, периода со средней суточной температурой воздуха | Продолжительность, сут, и средняя температура воздуха, °С, периода со средней суточной температурой воздуха | Продолжительность, сут, и средняя температура воздуха, °С, периода со средней суточной температурой воздуха |
| Температура воздуха наиболее холодных суток, °С, обеспеченностью | Температура воздуха наиболее холодных суток, °С, обеспеченностью | Температура воздуха наиболее холодной пятидневки, °С, обеспеченностью | Температура воздуха наиболее холодной пятидневки, °С, обеспеченностью | Температура воздуха, °С, обеспеченностью 0,94 | Абсолютная минимальная температура воздуха, °С | Средняя суточная амплитуда температуры воздуха наиболее холодного месяца, °С | ≤ 0 °С | ≤ 0 °С | ≤ 8 °С | ≤ 8 °С | ≤ 10 °С | ≤ 10 °С |
| Температура воздуха наиболее холодных суток, °С, обеспеченностью | Температура воздуха наиболее холодных суток, °С, обеспеченностью | Температура воздуха наиболее холодной пятидневки, °С, обеспеченностью | Температура воздуха наиболее холодной пятидневки, °С, обеспеченностью | Температура воздуха, °С, обеспеченностью 0,94 | Абсолютная минимальная температура воздуха, °С | Средняя суточная амплитуда температуры воздуха наиболее холодного месяца, °С | продолжительность                                                                                           | средняя температура                                                                                         | продолжительность                                                                                           | средняя температура                                                                                         | продолжительность                                                                                           | средняя температура                                                                                         |
| 0,98                                                             | 0,92                                                             | 0,98                                                                  | 0,92                                                                  | Температура воздуха, °С, обеспеченностью 0,94 | Абсолютная минимальная температура воздуха, °С | Средняя суточная амплитуда температуры воздуха наиболее холодного месяца, °С | продолжительность                                                                                           | средняя температура                                                                                         | продолжительность                                                                                           | средняя температура                                                                                         | продолжительность                                                                                           | средняя температура                                                                                         |
| 1                                                                | 2                                                                | 3                                                                     | 4                                                                     | 5                                             | 6                                              | 7                                                                            | 8 | 9 | 10 | 11 | 12 | 13 |
| -39.8                                                            | -37.5                                                            | -37.6                                                                 | -34.4                                                                 | -26                                           | -47                                            | 8.3                                                                          | 189 | -14.1 | 246 | -9.9 | 260 | -8.9 |

## Происшествия
Вспышка кишечной инфекции в поселке Многовершинный Николаевского района Хабаровского края была зафиксирована в мае 2015 года. В поселке был введен режим чрезвычайной ситуации, приостановлена работа школы и двух детских садов. По предварительным данным, все отравившиеся пили сырую воду. Специалисты склоняются к версии, что инфекция могла попасть в водозабор с горных склонов вместе с талыми водами. Вспышка инфекции была побеждена.